# Joan Vall Clara
Joan Vall Clara   (Calonge, 1958) és un periodista i editor català. Des del 2009 és el president d'Hermes Comunicacions i des del gener del 2022 és el director del diari El Punt Avui. És considerat com una de les ànimes d'El Punt Avui i un impulsor de la premsa en català a Catalunya, tant des del vessant d'empresari com de periodista, opinador i articulista.

## Biografia
Tercer de quatre germans, i pagès dels 15 fins als 21 anys, Joan Vall Clara va fer estudis de ciències de la informació i de dret a la Universitat Autònoma de Barcelona i de direcció d’empresa a Esade, tot i que no va acabar ni uns ni altres. Va ser primer corresponsal d’El Punt a Calonge i després es va incorporar com a redactor en plantilla el 1981. Va arribar a cap de redacció i, passat un període com a corresponsal d’El País a Girona, va ser nomenat director d’El Punt el maig del 1989. El 1992 va deixar el càrrec de director per ser director editorial i dedicar-se a la gestió de l’empresa propietària d’El Punt: Hermes Comunicacions. El 2008 va ocupar el càrrec de vicepresident del consell d’administració, el 2012 va passar a conseller delegat i des del 2020 és l’editor president després que ell mateix adquirís la majoria d’accions de l’empresa Hemes Comunicacions que des del 2009 havia adquirit també el diari Avui. El 13 de juliol de 2020 va començar a publicar una columna diària a la contraportada d'El Punt Avui amb el nom d'El Voraviu sobre temes d'actualitat i política. El gener del 2022 va assumir el càrrec de director d'El Punt Avui en substitució de Xevi Xirgo. L'abril del 2024 va rebre el Premi Especial del Jurat del Premi Martí Gasull per “tota una trajectòria dedicada a la promoció i defensa del periodisme en català, una tasca que ha desenvolupat tossudament des de fa més de 40 anys”.
Ha publicat com a coautor els llibres Els Borbons en pilotes (2004) i Calonge Sant Antoni: Un mar de vinyes, de xalets i de cultures (2007).